# Карл фон Пюклер-Бургхаус
Карл Александер Лудвиг Ердман фон Пюклер-Бургхаус (на немски: Karl Alexander Ludwig Erdmann Graf von Pückler-Burghauss, Freiherr von Groditz; * 9 юли 1817 в Танхаузен в Силезия; † 1 юли 1899 в Обервайзтриц/в областта Швидница в Полша) от стария род Пюклер от Силезия е граф на Пюклер-Бургхаус (на 15 юли 1887), фрайхер на Гродиц (Немодлин), пруски собстевеник на рицарско имение и политик.
Той е син на граф Ердман Август Силвиус фон Пюклер, фрайхер фон Гродиц/Немодлин (1788 – 1826) и съпругата му графиня Анна Малтцан, фрайин цу Вартенберг и Пенцлин (1794 – 1869), дъщеря на граф Йоахим Александер Казимир Малтцан, фрайхер цу Вартенберг и Пенцлин (1764 – 1850) и графиня Антоанета Вилхелмина Каролина Катарина фон Хойм (1768 – 1799). Брат е на граф Ердман Александер Георг фон Пюклер, фрайхер фон Гродиц (1820 – 1864), женен 1847 г. за графиня Матилда фон Бранденбург (1825 – 1900), внучка на пруския крал Фридрих Вилхелм II (1744 – 1797), дъщеря на пруския министър-президент граф Фридрих Вилхелм фон Бранденбург (1792 – 1850).
Граф Карл фон Пюклер следва право в Бон и Берлин. След той той започва държавна служба в Прусия. От 1845 г. той управлява имотите си в Обервайзтриц (в областта Швидница) и 1848 г. напуска службата си.
От 1853 до 1861 г. граф Пюклер е член на „Пруския парламент“. През 1855 г. той е основател и председател на наречената на него „фракция Пюклер“.
През 1858 г. той става „кралски камерхер“. Между 1863 и 1869 г. той служи като съветник на Швайдниц. След това той е „ландес-хауптман“ на Силезия. Той получава почетната титла „церемониален майстер и главен-мундшенк“. От 1867 до 1871 г. граф Пюклер е в имперското събрание на Северногерманския съюз. Между 1871 и 1877 г. той е член на райхстага като член на консервативната партия за изборния окръг Бреслау 9 (Стшегом – Швидница). От 1876 г. той е „генерал-ландшафт директор“ на провинция Силезия и до 1886 г. президент на „земеделския централен съюз на Силезия“. От 1883 г. той е в „Пруския Херенхауз“. През 1886 г. той е „фидеикомисхер“ на Фридланд/Корфантов в Горна Силезия. През 1896 г. той е номиниран за „истински таен съветник“.

## Фамилия
Карл фон Пюклер-Бургхаус-Гродиц се жени на 6 май 1844 г. в Клемциг за принцеса Каролина Хенриета Йохана Ройс (* 4 декември 1820, Клемциг; † 15 юли 1912, Обервайзтриц), дъщеря на принц Хайнрих LX Ройс-Кьостриц (1784 – 1833) и принцеса Доротея фон Шьонайх-Каролат (1799 – 1848). Те имат седем деца:
- Мария (* 17 декември 1845; † 30 март 1888)
- Еберхард (* 8 октомври 1847; † 6 декември 1894)
- Фридрих Вилхелм Антон Ердман (* 3 февруари 1849, Крепелхоф; † 10 юли 1920, Фридланд), женен на 19 април 1885 г. във Висбаден за Елла фон Кьопен (* 18 май 1862, Висбаден; † 26 юни 1899, Фридланд); имат три сина
- Хайнрих (* 25 април 1851; † 15 януари 1911), женен на 29 декември 1884 г. в Бреслау за принцеса 	Елисавета Александровна Коуракине (* 23 декември 1838, Ст.Петербург; † 5 април 1917, Обер-Вайзтриц, Силезия)
- Доротя (* 29 декември 1853; † 23 ноември 1928), омъжена на 10 февруари 1892 г. за граф Херман фон Пюклер и Лимпург (* 6 май 1841; † 2 февруари 1902)
- Анна (* 3 юли 1855; † 23 ноември 1874)
- Карл Ердман Хайнрих Фридрих (* 1 октомври 1857, Нойдорф; † 14 април 1943, Обервайзтриц), женен на 3 август 1901 г. в Ронщок за графиня Мария Агнес фон Хохберг, фрайин цу Фюрстенщайн (* 4 юни 1871, Ронщок; † 1 декември 1953)